# Manuel Pérez y Curis
Manuel Pérez y Curis (* 21. Mai 1884 in Montevideo, Uruguay; † 22. November 1920 ebenda) war ein uruguayischer Schriftsteller.
Er wurde in Montevideo als Sohn des Julián Perez Rial und der Manuela Curis geboren. Verheiratet war er mit Josefina Maggi. Zusammen hatten sie sechs Kinder. Er verfasste zahlreiche Gedichtbände, die teilweise in Paris herausgegeben wurden. 1906 gründete er die bis 1909 monatlich erscheinende Kunst- und Soziologie-Zeitschrift Apolo , deren stellvertretender Chefredakteur Ovidio Fernández Ríos war. Auch stammt das in Paris und Mexiko herausgegebene La arquitectura del verso (Die Architektur des Verses) von ihm. Zudem schrieb er das Vorwort zum Buch Cantos de la mañana (1910).

## Werke
- Revista Apolo (1905 bis 1909).
- La Arquitectura del verso (1913).
- Romances y seguidillas del Plata (1940, posthum veröffentlicht).
- Heliostropos (1906).
- El poema de la carne.
- La canción de las crisaldas.
- El gesto contemplativo (1914).